# Волохатик трачів
Волохатик трачів (Tragosoma depsarium (Linnaeus, 1767)) — вид жуків з родини Скрипунових.

## Поширення
Глобальний ареал Волохатика трачевого охоплює Північну Європу, Північну Африку і Північну Америку. У Європі вид розповсюджений на північ від Піренеїв, Альп, Рудних Гір і Карпат.
Волохатик трачів в Україні є дуже рідкісним видом, спорадично розповсюджений у соснових лісах Полісся. Наявність виду в Українських Карпатах залишається непідтвердженою сучасними знахідками.